# Lac Flevo
Le lac Flevo est un ancien lac situé sur le territoire actuel des Pays-Bas, qui existait à l'époque romaine et au début du Moyen Âge.

## Histoire

Évolution du Lac Flevo
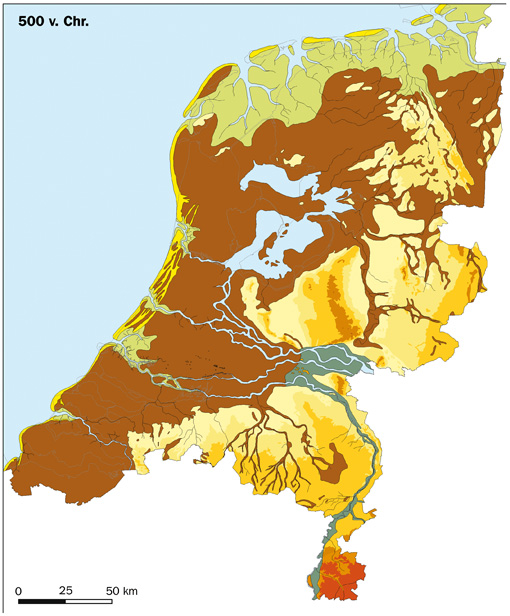
La région des Pays-Bas vers l'an 500 av. J.C.
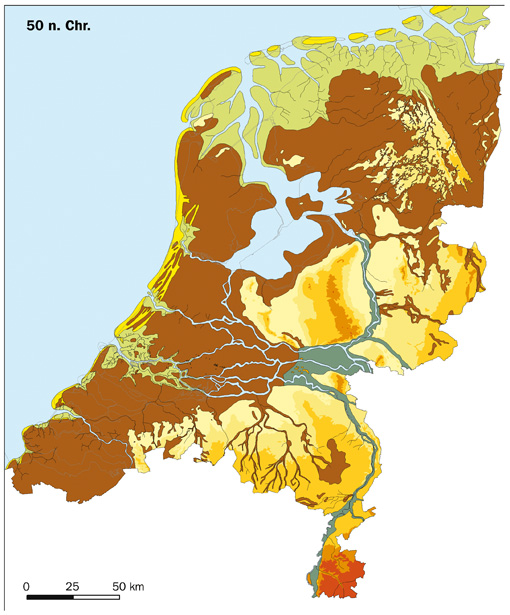
La région des Pays-Bas vers l'an 50 ap. J.C.
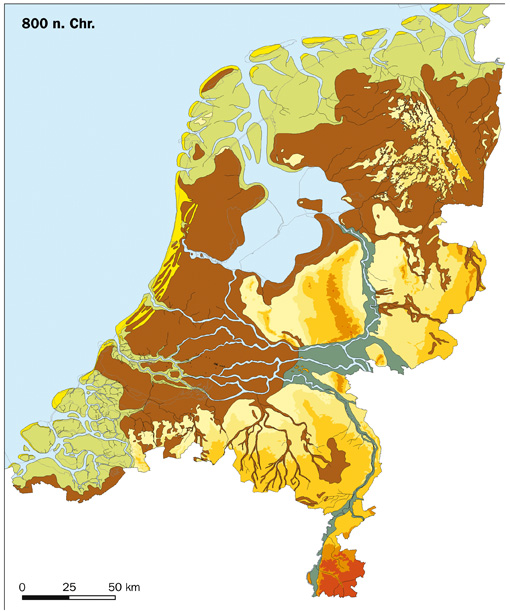
La région des Pays-Bas vers l'an 800 ap. J.C, le lac central était alors appelé lac Almere.

Le nom a été transmis par le géographe romain Pomponius Mela, en décrivant cette région dans son traité de Chorographie de 44 ap. J.-C., où il parle du Flevo Lacus. Il écrit : « La branche nord du Rhin s'élargit, forme le lac Flevo et enserre une île du même nom, et ensuite comme une rivière normale coule vers la mer. » D'autres sources parlent de Flevum, nom qui pourrait avoir donné Vlie et Vliestroom. Ce nom est grammaticalement plus probable pour une indication géographique, ce qui explique pourquoi il est supposé que Pomponius a confondu la déclinaison du mot en donnant le nom Flevo.
L'émissaire du lac vers la mer du Nord était la Vlie. Des géographes pensent que le Flevo n'était pas vraiment un lac unique mais un ensemble de plusieurs lacs reliés les uns aux autres. Certains textes du Moyen Âge parlent de ce lac sous le nom d'Almere.  
Le 14 décembre 1287, dans ce qu'on a appelé l'inondation de la Sainte-Lucie lors d'une tempête mémorable en Frise et en Hollande, la mer du Nord envahit le lac d'eau douce en brisant plusieurs digues et détruisant des dunes, avant de former la baie appelée depuis le Zuiderzee, la « mer du Sud ».
Dans la deuxième moitié du XXe siècle, les travaux du Zuiderzee ont permis de le transformer en lac d'eau douce,  comme l'était le lac Flevo. Tandis que les Flevopolders ainsi qu'une nouvelle province, le Flevoland ont repris le nom du lac qui se situait au même endroit.